# Fradique de Menezes
Pour les articles homonymes, voir Menezes.
Fradique de Menezes, né le 21 mars 1942 à Madalena, est un homme politique santoméen, membre du Mouvement pour les forces de changement démocratique - Parti libéral. Il est président de la République du 3 septembre 2001 au 3 septembre 2011.

## Biographie
Fradique de Menezes, de son nom complet Fradique Bandeira Melo de Menezes, est né à Água Têlha, un quartier de Madalena le 21 mars 1942, d'un père portugais et d'une mère santoméenne, sur l'île de Sao Tomé en 1942, avant que Sao Tomé-et-Principe obtienne son indépendance du Portugal. Il a étudié au Portugal puis l'éducation et la psychologie à l'Université libre de Bruxelles. Menezes a été homme d'affaires puis ministre des Affaires étrangères de 1986 à 1987.
Il est élu président de la République le 29 juillet 2001, dès le premier tour, avec 55,2 % des voix, face à Manuel Pinto da Costa (MLSTP-PSD), 39,98 %. Il avait aussi face à lui Carlos Tiny (ministre de la Santé), 3,26 %, Victor Monteiro (capitaine de réserve), 0,87 %, et Francisco Fortunato Pires (président de l'Assemblée nationale), 0,71 %. Il quitte son parti l'Action démocratique indépendante (ADI) en 2001, lorsqu'il fait scission pour fonder le Mouvement pour les forces de changement démocratique - Parti libéral avec Carlos Neves.
Le 16 juillet 2003, le commandant Fernando Pereira profite de son absence (voyage au Nigéria) pour prendre le pouvoir, mais après un accord avec les militaires, Fradique de Menezes reprend ses fonctions le 23. Patrice Trovoada, ancien premier ministre, est accusé d'avoir provoqué un coup d'État et d'avoir ordonné l'assassinat de Fradique de Menezes.
Le 30 juillet 2006, il est réélu dès le premier tour pour un deuxième mandat de cinq ans. Il obtient 60,58 % des voix face à Patrice Trovoada (ADI), 38,82 %, et Nilo Guimarães, 0,59 %.
Fradique de Menezes est élu en août 2018 président d'honneur de l'Union MDFM-UDD, organisation politique regroupant les membres du MDFM-PL et ceux de l'Union des démocrates pour la citoyenneté et le développement, créée à l'occasion des élections législatives de la même année.
Fradique de Menezes a été impliqué dans une histoire de corruption avec l'enquête « Rosema ».